# سومن چویی
سومن چویی (به انگلیسی: Somen Tchoyi) (زاده ۲۹ مارس ۱۹۸۳ - دوالا) بازیکن فوتبال اهل کامرون است.
وی سابقه عضویت در تیم‌های ردبول سالزبورگ، وست برومویچ آلبیون و آگزبورگ و همچنین سابقه ۱۵ بازی و ۲ گل ملی برای تیم ملی فوتبال کامرون را دارد.